# Edirne

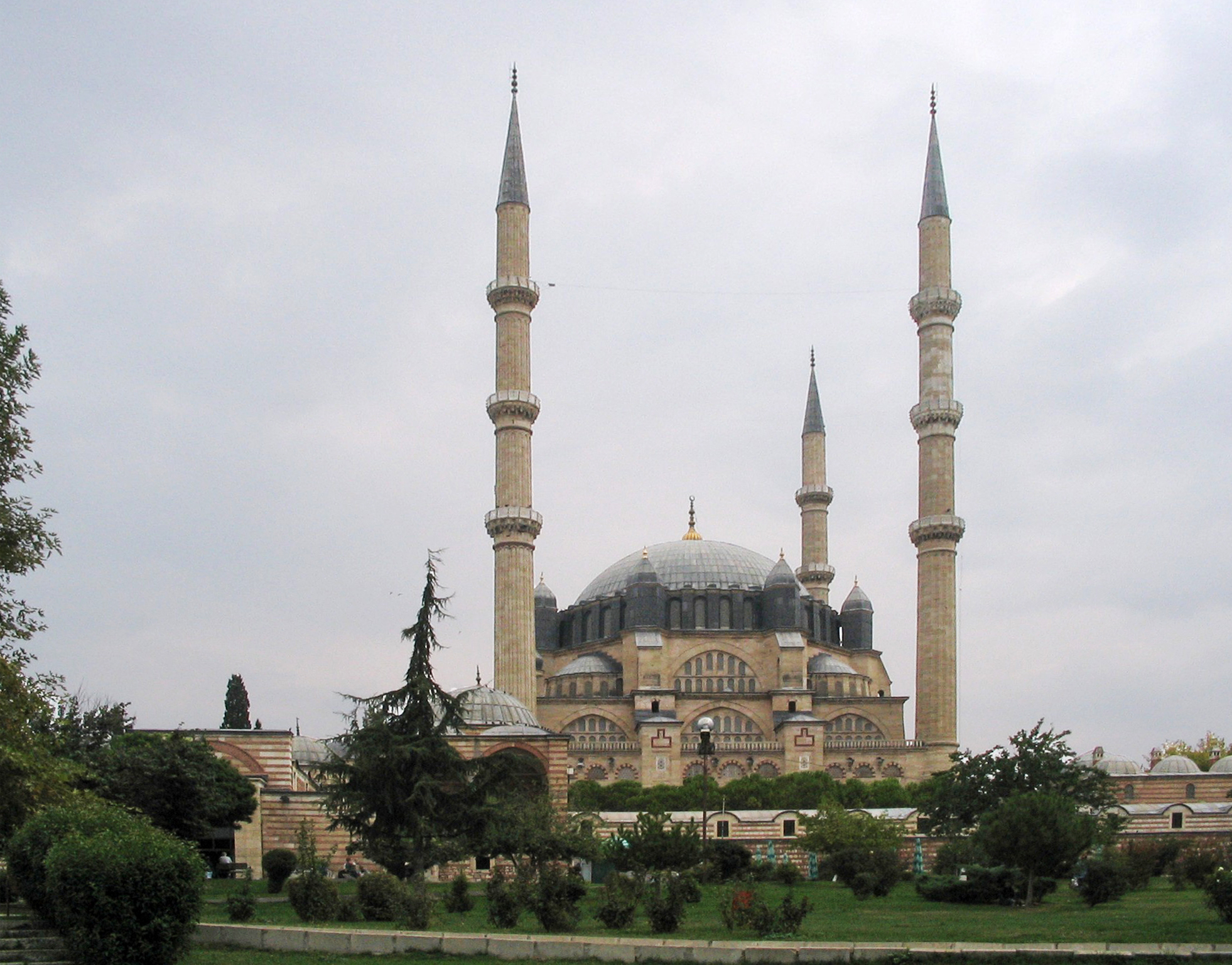
Meczet Selimiye w Edirne

Edirne lub Adrianopol (gr. Αδριανούπολη, Adrianopoli, bułg. Одрин, Odrin) – miasto w europejskiej, północno-zachodniej części Turcji, na Nizinie Trackiej, przy ujściu rzeki Tundża do Maricy, w pobliżu granicy z Grecją oraz Bułgarią.

## Historia
Pierwotnie miasto było zamieszkiwane przez plemiona trackie. Około roku 120 roku n.e. zostało rozbudowane przez cesarza rzymskiego Hadriana, a nazwę zmieniono na Hadrianopolis. Było wówczas rzymskim ośrodkiem administracyjnym. W 378 roku rozegrała się w jego pobliżu bitwa, w której Goci rozgromili armię rzymską i zabili cesarza Walensa. W okresie bizantyńskim Adrianopol był stolicą prowincji Macedonia. W 1254 roku w pobliżu miejscowości stoczono bitwę pomiędzy Cesarstwem Nicejskim a Bułgarią.
W latach 60. XIV wieku miasto zdobyli Turcy osmańscy i nazwali je Edirne. Nowi władcy przenieśli z Bursy do Edirne stolicę swojego państwa. W trakcie wojny domowej w Turcji (1402–1413) pełniło rolę jednej ze stolic (pod panowaniem Sujemana i Musy). W 1413 roku Edirne zostało stolicą całej Turcji i rolę tę pełniło do zdobycia przez Turków Konstantynopola (1453). Podczas wojen bałkańskich o miasto walczyli z Turkami Bułgarzy, którzy na krótko je zajęli. W 1920 roku Adrianopol zajęli Grecy, ale w 1923 wrócił do Turcji.
Meczety: Bajazyda (XV-XVII w.), Selimiye (1575) i liczne pałace (XV-XVI w.).

## Gospodarka
W mieście rozwinął się przemysł cukrowniczy, włókienniczy oraz materiałów budowlanych.

## Miasta partnerskie
- Aleksandropolis, Grecja
- Chaskowo, Bułgaria
- Izmit, Turcja
- Jamboł, Bułgaria
- Kars, Turcja
- Londyn, Wielka Brytania
- Lörrach, Niemcy
- Prizren, Kosowo
- Swilengrad, Bułgaria